# Jewhenija Jaroschynska

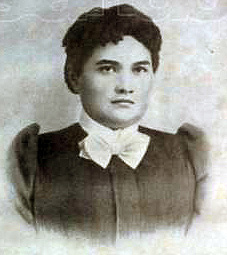
Jewhenija Jaroschynska

Jewhenija Iwaniwna Jaroschynska (ukrainisch Євгенія Іванівна Ярошинська); (* 18. Oktober 1868 in Tschunkiw, Bukowina, Österreich-Ungarn; † 21. Oktober 1904 in Czernowitz, Bukowina, Österreich-Ungarn) war eine ukrainische Schriftstellerin, Übersetzerin, Pädagogin, Folkloristin und Ethnographin.

## Leben
Jewhenija Jaroschynska kam im Dorf Tschunkiw im heutigen Rajon Sastawna der ukrainischen Oblast Iwano-Frankiwsk in die Familie eines Volksschullehrers zur Welt. Sie besuchte die Schule in Czernowitz.
1886 veröffentlichte sie ihr erstes literarisches Werk, wie damals die meisten Schriftsteller der Bukowina, in deutscher Sprache.
Zur ukrainischen Literatur kam sie unter anderem über die erste ukrainischsprachige Zeitung der Bukowina „Bucovina“, die Einfluss auf viele Künstler ausübte.
1892 begann sie eine Ausbildung zur Lehrerin, die sie 1896 mit Erhalt ihrer Lehrbescheinigung abschloss. Anschließend unterrichtete sie Kinder in verschiedenen Dörfern der Bukowina: zuerst in der Volksschule im Dorf Bridok und später an einer Schule im Dorf Raranča, wo ihr Vater Schulrektor war.
Im Zusammenhang mit ihrer Tätigkeit als Lehrerin schrieb sie Artikel in pädagogischen Zeitschriften, begann Lehrpläne für Dorfschulen zu entwickeln und unterstützte die Idee, einen Lehrerverband zu schaffen.
In dieser Zeit begann sie unter Jurij Fedkowytschs Einfluss mit dem Sammeln und Aufzeichnen von Volksliedern, die 1972 in einer Sammlung mit dem Titel „Volkslieder aus und über Transnistrien“ veröffentlicht wurden. Außerdem beteiligte sie sich an den Aktivitäten der Frauenbewegung in der Ukraine. Sie schrieb, ermutigt von Natalija Kobrynska und Olha Kobyljanska, zahlreiche Artikel und hielt Reden über die Rolle der Frauen in der Gesellschaft. Des Weiteren war sie an der Veröffentlichung des zweiten feministischen Almanachs Nasha dolia (Unser Schicksal) von Natalija Kobrynska beteiligt.

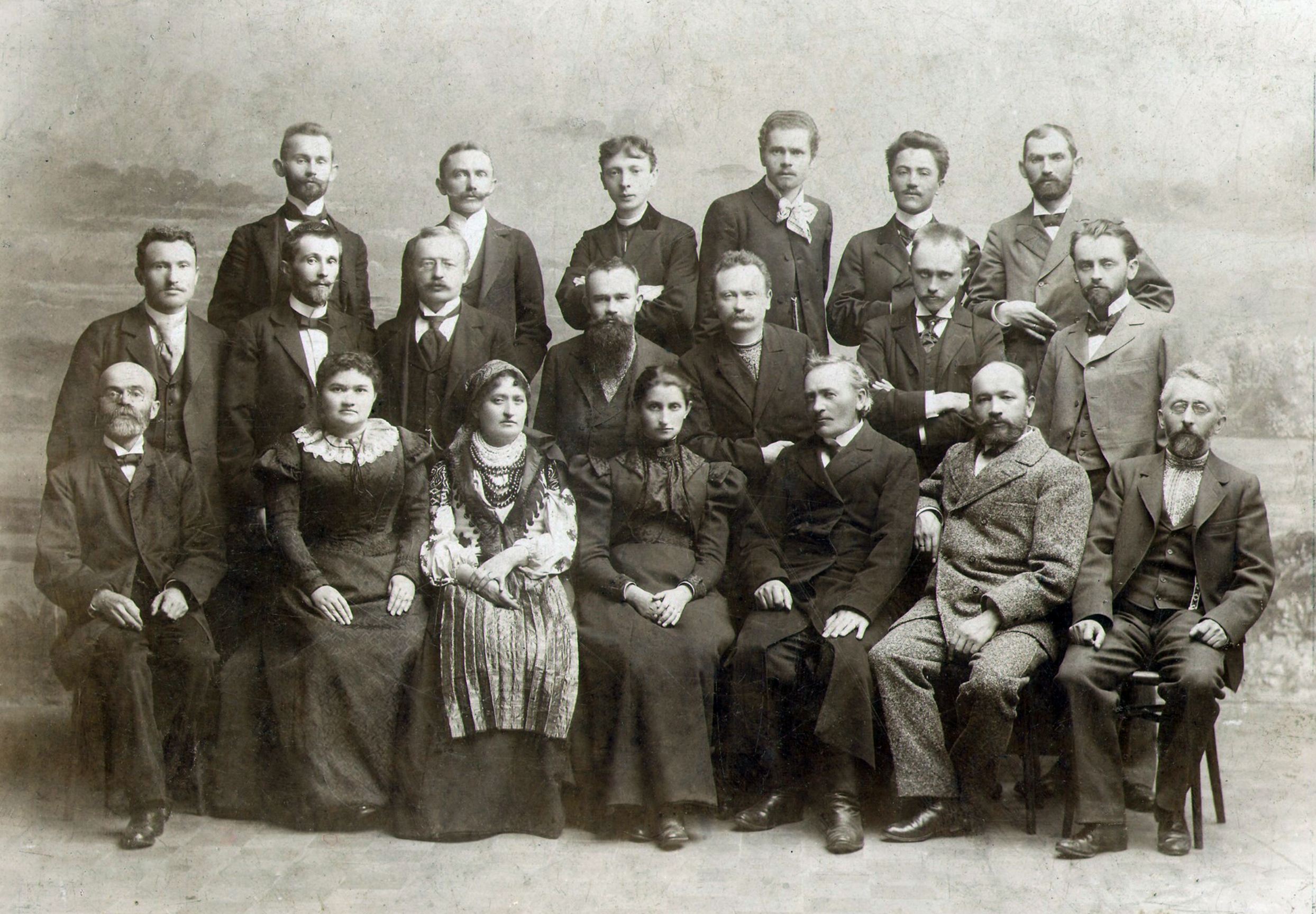
Der Vorstand und die Mitglieder der Wissenschaftlichen Gesellschaft Schewtschenko anlässlich des 100. Jahrestages der Veröffentlichung der Enejida von Iwan Kotljarewskyj, Lwiw, 31. Oktober 1898: In der ersten Reihe sitzend: Mychajlo Pawlyk, Jewhenija Jaroschynska, Natalija Kobrynska, Olha Kobyljanska, Sylvester Lepkyi, Andrij Tschajkowskyj, Kost Pankiwskyj. In der zweiten Reihe stehend: Iwan Kopatsch, Wolodymyr Hnatjuk, Ossyp Makowej, Mychajlo Hruschewskyj, Iwan Franko, Oleksandr Kolessa, Bohdan Lepkyj. In der dritten Reihe stehend: Iwan Petruschewytsch, Filaret Kolessa, Jossyp Kyschakewytsch, Iwan Trusch, Denys Lukianowytsch, Mykola Iwasjuk.

Sie starb 1904 in einem Czernowitzer Krankenhaus im Alter von 36 Jahren an Bauchfellentzündung und wurde in Czernowitz bestattet.

## Werk
In ihren mehr als drei Dutzend literarischen Werken beschreibt sie Szenen aus dem Leben der Menschen, persönliche realistische Skizzen, Geschichten aus dem Leben der Frauen. Sie schrieb zudem Kurzgeschichten, Essays, mehrere Romane und pädagogische Kindergeschichten, die unter anderem in Lemberg und Wien publiziert wurden.
In der Prosa trat sie die Nachfolge Jurij Fedkowytschs an, dessen Arbeit ihr den Anstoß für ihre Geschichte „Wahre Liebe“ gab. Dieser schickte auch ihre Sammlung „Volkslieder aus und über Transnistrien“ nach Sankt Petersburg, wo sie 1889 von der Russischen Geographischen Gesellschaft mit einer Silbermedaille ausgezeichnet wurde.